# Närke kulturbryggeri

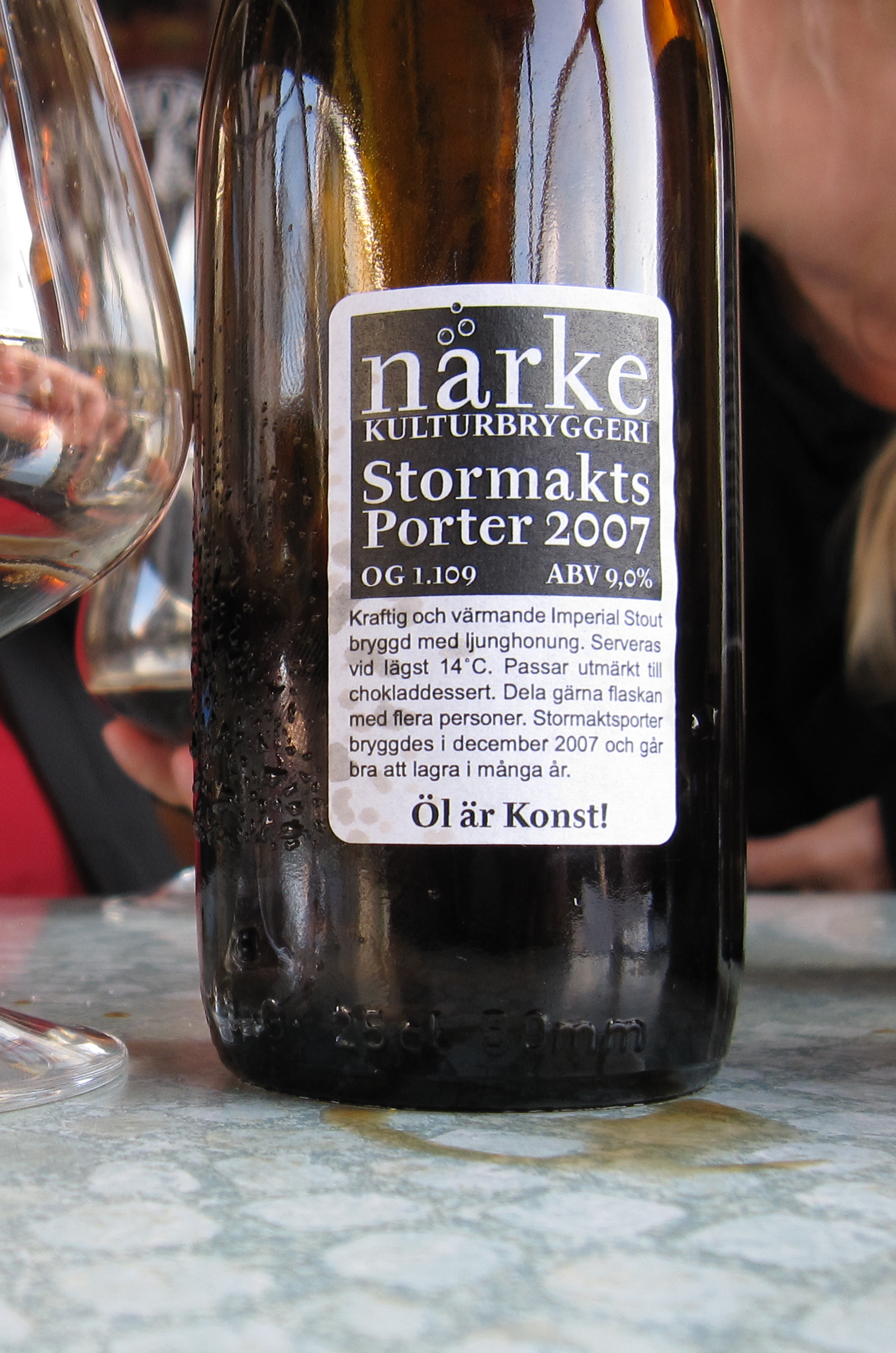
Närke Stormaktsporter

Närke Kulturbryggeri är ett mikrobryggeri beläget i Örebro.
Deras imperial stout Stormaktsporter liksom den fatlagrade varianten Kaggen! Stormaktsporter har på recensionssiten Rate Beer 2010-2011 tidvis[när?] varit världens högst betygsatta öl.